# The Suffering : Les liens qui nous unissent
 (mars 2020).
Si vous disposez d'ouvrages ou d'articles de référence ou si vous connaissez des sites web de qualité traitant du thème abordé ici, merci de compléter l'article en donnant les références utiles à sa vérifiabilité et en les liant à la section « Notes et références ».
The Suffering : Les liens qui nous unissent (titre original américain : The Suffering: Ties That Bind) est un jeu vidéo de type survival horror, développé par Surreal Software et édité par Midway Games, sorti en Europe en 2005 sur PlayStation 2, Xbox et Windows.
Les liens qui nous unissent est la suite de The Suffering. Son histoire débute après la fin de ce dernier. Les joueurs qui ont leur sauvegarde de la fin du premier jeu peuvent la réutiliser dans cette suite pour décider directement de l'alignement moral du personnage ; cela modifie l'introduction du jeu et certains dialogues.

## Système de jeu
Ce jeu est a la 3eme personne.